# Lunar Gateway
La Lunar Gateway és un concepte d'estació espacial situada a l'espai cislunar que es preveu muntar en òrbita al voltant de la Lluna. Està previst que la Lunar Gateway serveixi com a centre de comunicació, laboratori científic i mòdul d'habitació per a astronautes dins del programa Artemis. És un projecte col·laboratiu multinacional: els participants inclouen la NASA, l'ESA, la JAXA, l'Agència Espacial del Canadà (CSA) i el Centre Espacial Mohammed Bin Rashid (MBRSC). Es preveu que sigui la primera estació espacial situada més enllà de l'òrbita terrestre baixa.
S'espera que en la Lunar Gateway s'estudiïn les disciplines científiques següents: ciència planetària, astrofísica, observació terrestre, heliofísica, biologia espacial fonamental i salut humana.
L'estació s'usaria com a punt d'aturada pel vehicle proposat Deep Space Transport, que és un concepte de vehicle reusable, amb propulsió elèctrica i química dissenyat específicament per a missions tripulades a Mart.
La Gateway s'ha dissenyat per ser utilitzada en col·laboració amb empreses comercials com a estació de pas de missions tant robòtiques com tripulades a la superfície lunar i per viatges a Mart.

## Components
Actualment (desembre de 2024), els plans de construcció de la Lunar Gateway inclouen aquests mòduls:
- El Power and Propulsion Element (PPE) serà usat per generar electricitat mitjançant un propulsor solar elèctric per a la resta de l'estació i actuarà també com a remolcador de la nau. Està previst enviar-lo, juntament amb el mòdul HALO, a finals de 2027.[5]
- El Habitation and Logistics Outpost (HALO) serà usat com a part habitable de l'estació. Comptarà, entre d'altres, amb capacitat de maneig de dades i comandament; d'emmagatzematge i distribució d'energia; volum d'estiba; control tèrmic; sistemes de comunicacions; sistemes de suport vital i control medioambiental, i un port d'acoblament de la nau Orion, que permetran donar suport a una tripulació de quatre persones durant almenys 30 dies. Està previst llançar-lo, juntament amb el mòdul PPE, a finals de 2027.[5]
- El European System Providing Refueling, Infrastructure and Telecommunications (ESPRIT) és un mòdul de serveis que construirà l'ESA. Proveirà capacitat addicional d'hidrazina i xenó, equipament de comunicacions i diversos paquets científics.[6] El mòdul ESPRIT consistirà en dues parts. La primera part, anomenada Lunar Link[7] subministrarà les comunicacions per a la miniestació Gateway. Es preveu el seu llançament a finals de 2027, junt amb el mòdul HALO. La segona part, anomenada Lunar View,[8] contindrà els dipòsits de combustible, ports d'acoblament i el passadís d'habitacions amb finestres petites. Es preveu llançar-lo al març de 2030, com a part de la càrrega de la nau tripulada Orion de la missió Artemis V.[9]
- El Lunar International Habitat Module (Lunar I-HAB) serà un mòdul d'habitació addicional construït per l'ESA, que  inclourà contribucions d'altres socis de l'estació com ara un sistema de suport vital de la JAXA, aviònica i programari de la NASA i robòtica de l'Agència Espacial del Canadà (CSA).[10] Està previst llançar-lo a finals de 2028, com a càrrega de la nau tripulada Orion en la missió Artemis IV.[11]
- El Canadarm3 és un parell de braços robòtics remots, un gran i un petit, similar al que ja va operar en el transbordador espacial Space Shuttle (Canadarm) i el que ara opera a l'Estació Espacial Internacional Canadarm2, i associat al manipulador destre. El braç podrà operar de forma autònoma. Tanmateix, també serà capaç d'acceptar el control des d'estacions situades a la Terra o d'astronautes que es trobin a la Gateway.[12] El Canadarm3 serà la contribució de l'Agència Espacial del Canadà (CSA) a aquest programa internacional de construcció d'una estació orbital. Es preveu llançar-lo al març de 2030, com a part de la càrrega de la nau tripulada Orion de la missió Artemis V.[9]
- El Crew and Science Airlock Module serà utilitzat per realitzar activitats extravehiculars fora de l'estació espacial i podria tenir el port d'acoblament pel proposat Deep Space Transport. Serà construït pel Centre Espacial Mohammed bin Rashid (MBRSC), dels Emirats Àrabs Units.[13] El seu llançament està previst per al març de 2031, com a càrrega que transportarà la nau Orion de la missió Artemis VI.[14]